# Christoph Schmider
Christoph Schmider (* 17. Juli 1960 in Hornberg) ist ein deutscher Archivar sowie Kanzler des Erzbistums Freiburg.

## Leben
Schmider studierte Musikwissenschaft, Geschichte und Anglistik in Freiburg im Breisgau. Seine Promotion erfolgte 1991 mit einer Arbeit zur Geschichte der Kirchenmusik im 19. Jahrhundert im Erzbistum Freiburg, daneben absolvierte er die Ausbildung für den höheren Archivdienst. Seit 1987 arbeitet Schmider im Erzbischöflichen Archiv Freiburg, das er seit 1998 leitet, ebenso die Diözesanstelle Archive, Bibliotheken, Registratur im Erzbischöflichen Ordinariat. Er publizierte zahlreiche Schriften zur regionalen Kirchen- und Musikgeschichte. Als Dozent unterrichtet Schmider an der Archivschule Marburg sowie in der kirchlichen Erwachsenenbildung. 2009 übernahm er von Hugo Ott die Schriftleitung der Zeitschrift des Kirchengeschichtlichen Vereins „Freiburger Diözesan-Archiv“, von 2015 bis 2018 war er Vorsitzender der Bundeskonferenz der kirchlichen Archive in Deutschland. Mit Wirkung zum 1. Januar 2017 wurde er zum Kanzler der Kurie ernannt.

## Veröffentlichungen (Auswahl)
- "Gotteslob mit Hörnerschall" oder "Gräuel an heiliger Stätte"? Untersuchungen zur kirchenmusikalischen Praxis im Erzbistum Freiburg in der Zeit zwischen Errichtung des Bistums und Gründung des Diözesan-Cäcilien-Verbandes (1821/27–1878) (= Forschungen zur oberrheinischen Landesgeschichte Band 40). Alber, Freiburg, München 1994, ISBN 3-495-49940-7 (Dissertation).
- mit Edwin Ernst Weber: Kommunale und kirchliche Archivpflege im ländlichen Raum. Geschichte, Probleme und Perspektiven am Fallbeispiel des Gemeinde- und des Pfarrarchivs Kreenheinstetten (= Heimatkundliche Schriftenreihe des Landkreises Sigmaringen Band 5). Hrsg. vom Landkreis Sigmaringen). Gebrüder Edel, Saulgau 1997, ISBN 3-931634-01-9.
- Die Freiburger Bischöfe. 175 Jahre Erzbistum Freiburg. Eine Geschichte in Lebensbildern. Herder Verlag, Freiburg 2002, ISBN 978-3-451-27847-1.
- Musik am Freiburger Münster. Rombach Verlag, Freiburg 2002, ISBN 978-3-7930-9306-0.
- Erzbischof Oskar Saier (1932–2008). Herder Verlag, Freiburg 2008, ISBN 978-3-451-30183-4.
- St. Jodokus Immenstaad. Bemerkungen zur 600jährigen Geschichte einer Pfarrgemeinde am Bodensee, in: Schriften des Vereins für Geschichte des Bodensees und seiner Umgebung, 129. Jg. 2011, S. 133–142 (Digitalisat).
- Das Erzbischöfliche Ordinariat Freiburg. Verlag Schnell & Steiner, Regensburg 2007, ISBN 978-3-7954-1795-6.